# Unione Sportiva Cremonese 2016-2017
Questa voce raccoglie le informazioni riguardanti dell'Unione Sportiva Cremonese nelle competizioni ufficiali della stagione 2016-2017.

## Stagione
Nella stagione 2016-2017 la Cremonese disputa il girone A del campionato di Lega Pro, con 78 punti ottiene il primo posto e ritorna in Serie B dopo undici anni. La squadra grigiorossa allenata da Attilio Tesser disputa un sontuoso campionato, chiuso in crescendo, superando nel braccio di ferro finale l'Alessandria nelle ultime giornate, o meglio agguantandola, perché è giunta con gli stessi 78 punti, ma in svantaggio nei confronti diretti, i grigi sono stati in testa da soli dalla terza alla trentaquattresima giornata. A testimonianza della vocazione offensiva della squadra di Tesser, l'aver avuto il miglior attacco del girone con 68 reti e anche il maggior numero di vittorie (24). Miglior marcatore stagionale grigiorosso Andrea Brighenti con 19 reti, delle quali 16 in campionato. Al termine della stagione la Cremonese disputa la Supercoppa di Lega Pro, con Venezia e Foggia, le tre vincitrici dei gironi, perdendo entrambe le gare, la squadra pugliese ha vinto il trofeo. La Cremonese ad agosto ha partecipato alla Coppa Italia Tim Cup dove nel primo turno ha superato (4-3) la Fermana, nel secondo turno ha sbancato (1-2) Cittadella, nel terzo turno è uscita dal torneo sconfitta (3-0) a Bergamo dall'Atalanta. Nella Coppa Italia di Lega Pro la squadra di Tesser entra in scena nei sedicesimi, ma esce subito superata (1-0) dal Como.

## Divise e sponsor
Il fornitore tecnico, per la stagione 2016-2017, è Garman. Lo sponsor di maglia è Iltainox (in trasferta Arinox).
| 1° divisa | 2ª divisa | 3ª divisa |

## Organigramma societario
Area direttiva
- Presidente: Michelangelo Rampulla, da ottobre Maurizio Ferraroni
- Direttore generale: Stefano Giammarioli

Area organizzativa
- Team manager: Federico Dall'Asta

Area tecnica
- Direttore sportivo: Stefano Giammarioli
- Allenatore: Attilio Tesser
- Allenatore in seconda: Mark Strukelj
- Collaboratore tecnico: Giovanni Bonavita
- Preparatore atletico: Ivano Tito
- Preparatore dei portieri: Leonardo Cortiula

Area sanitaria
- Medico sociale: Giovanni Bozzetti
- Fisioterapista: Sandro Rivetti, Andrea Gualteri, Samuele Ponzoni

## Rosa
| N. |                      | Ruolo | Calciatore                  |
| -- | -------------------- | ----- | --------------------------- |
| 1  | Italia (bandiera)    | P     | Nicola Ravaglia             |
| 2  | Italia (bandiera)    | D     | Matteo Procopio             |
| 3  | Germania (bandiera)  | D     | Giuseppe Gemiti             |
| 4  | Italia (bandiera)    | D     | Simone Salviato             |
| 5  | Rep. Ceca (bandiera) | D     | Jan Polák                   |
| 6  | Italia (bandiera)    | D     | Stefano Lucchini            |
| 7  | Italia (bandiera)    | C     | Luca Belingheri             |
| 8  | Italia (bandiera)    | C     | Michele Cavion              |
| 9  | Italia (bandiera)    | A     | Andrea Brighenti (capitano) |
| 10 | Italia (bandiera)    | A     | Pasquale Maiorino           |
| 11 | Italia (bandiera)    | A     | Francesco Stanco            |
| 12 | Italia (bandiera)    | P     | Matteo Bellucci             |
| 13 | Italia (bandiera)    | D     | Edoardo Stanghellini        |
| 14 | Italia (bandiera)    | C     | Davide Moro                 |
| 15 | Italia (bandiera)    | D     | Ivan Marconi                |

| N. |                    | Ruolo | Calciatore          |
| -- | ------------------ | ----- | ------------------- |
| 16 | Albania (bandiera) | C     | Alessio Ruci        |
| 16 | Italia (bandiera)  | A     | Nicola Talamo       |
| 17 | Italia (bandiera)  | C     | Filippo Porcari     |
| 18 | Italia (bandiera)  | C     | Simone Pesce        |
| 19 | Italia (bandiera)  | A     | Stefano Scappini    |
| 20 | Italia (bandiera)  | C     | Giampietro Perrulli |
| 21 | Algeria (bandiera) | A     | Abed Haouhache      |
| 21 | Italia (bandiera)  | D     | Michele Canini      |
| 22 | Italia (bandiera)  | P     | Riccardo Galli      |
| 23 | Italia (bandiera)  | C     | Fabio Scarsella     |
| 24 | Italia (bandiera)  | D     | Filippo Forni       |
| 25 | Italia (bandiera)  | C     | Luca Belingheri     |
| 26 | Italia (bandiera)  | D     | Johad Ferretti      |
| 28 | Italia (bandiera)  | D     | Alessandro Bastrini |
| 29 | Italia (bandiera)  | D     | Alex Redolfi        |

## Calciomercato

### Sessione estiva(dal 01/07 al 31/08)
| Acquisti | Acquisti             | Acquisti           | Acquisti                |
| R.       | Nome                 | da                 | Modalità                |
| -------- | -------------------- | ------------------ | ----------------------- |
| P        | Nicholas Battaiola   | Ciliverghe Mazzano | fine prestito           |
| D        | Johad Ferretti       |                    | svincolato              |
| D        | Leonardo Galli       | Venezia            | fine prestito           |
| D        | Giuseppe Gemiti      | Bari               | svincolato              |
| D        | Ivan Lanzi           | Pergolettese       | fine prestito           |
| D        | Stefano Lucchini     | Cesena             | svincolato              |
| D        | Jan Polák            | Juve Stabia        | definitivo              |
| D        | Matteo Procopio      | Torino             | prestito                |
| D        | Simone Salviato      | Virtus Lanciano    | svincolato              |
| D        | Edoardo Stanghellini | Torino             | definitivo              |
| C        | Luca Belingheri      | Modena             | svincolato              |
| C        | Michele Cavion       | Juventus           | prestito                |
| C        | Kalagna Gomis        | Cremonese          | fine prestito           |
| C        | George Ionascu       | Pergolettese       | fine prestito           |
| C        | Gregorio Luperini    | Juventus           | definitivo              |
| C        | Davide Moro          | Salernitana        | definitivo              |
| C        | Giampietro Perrulli  | Lupa Roma          | definitivo              |
| C        | Filippo Porcari      | Bari               | definitivo              |
| C        | Alessio Ruci         | Vis Pesaro         | fine prestito           |
| C        | Robert Tripsa        | Monza              | fine prestito           |
| A        | Rey Manaj            | Inter              | fine prestito           |
| A        | Stefano Scappini     | Pontedera          | definitivo              |
| A        | Francesco Stanco     | Modena             | definitivo (0,25 mln €) |

| Cessioni | Cessioni            | Cessioni       | Cessioni               |
| R.       | Nome                | a              | Modalità               |
| -------- | ------------------- | -------------- | ---------------------- |
| P        | Nicholas Battaiola  | Monza          | svincolato             |
| D        | Gianluigi Bianco    | Benevento      | fine prestito          |
| D        | Marco Briganti      | Como           | definitivo             |
| D        | Giovanni Formiconi  | Bassano Virtus | definitivo             |
| D        | Carlo Crialese      | Cesena         | fine prestito          |
| D        | Giacomo Gambaretti  | Feralpisalò    | definitivo             |
| D        | Leonardo Galli      | Venezia        | definitivo             |
| D        | Davide Guglielmotti |                | svincolato             |
| D        | Ivan Lanzi          | Orceana        | svincolato             |
| D        | Michele Russo       | Padova         | definitivo             |
| D        | Walter Zullo        | Fano           | definitivo             |
| C        | Alessio Benedetti   | Pistoiese      | definitivo             |
| C        | Nicolò Bianchi      | Novara         | fine prestito          |
| C        | Kalagna Gomis       | Pro Piacenza   | definitivo             |
| C        | George Ionascu      |                | svincolato             |
| C        | Gregorio Luperini   | Pistoiese      | prestito               |
| C        | Andrea Rosso        | Cuneo          | svincolato             |
| C        | Sergiu Suciu        | Torino         | fine prestito          |
| C        | Robert Tripsa       |                | svincolato             |
| A        | Nicola Ciccone      | Messina        | prestito               |
| A        | Simone Magnaghi     | Atalanta       | fine prestito          |
| A        | Rey Manaj           | Inter          | definitivo (0,5 mln €) |
| A        | Aldi Dervishi       | Cremonese      | definitivo             |
| A        | Marco Sansovini     | Pescara        | fine prestito          |

### Sessione invernale(dal 03/01 al 31/01)
| Acquisti | Acquisti            | Acquisti | Acquisti   |
| R.       | Nome                | da       | Modalità   |
| -------- | ------------------- | -------- | ---------- |
| D        | Alessandro Bastrini | Catania  | definitivo |
| D        | Michele Canini      | Atalanta | prestito   |
| D        | Alex Redolfi        | Atalanta | prestito   |
| C        | Daniele Galloppa    |          | svincolato |
| A        | Nicola Talamo       | Latina   | prestito   |

| Cessioni | Cessioni         | Cessioni       | Cessioni |
| R.       | Nome             | a              | Modalità |
| -------- | ---------------- | -------------- | -------- |
| C        | Daniele Galloppa | Carrarese      | prestito |
| C        | Michele Moroni   | Maceratese     | prestito |
| C        | Alessio Ruci     | Bassano Virtus | prestito |
| A        | Abed Haouhache   | Mantova        | prestito |

### Operazioni successive alla sessione invernale
| Acquisti | Acquisti | Acquisti | Acquisti |
| R.       | Nome     | da       | Modalità |
| -------- | -------- | -------- | -------- |

| Cessioni | Cessioni  | Cessioni | Cessioni   |
| R.       | Nome      | a        | Modalità   |
| -------- | --------- | -------- | ---------- |
| D        | Jan Polák |          | svincolato |

## Risultati

### Campionato

#### Girone d'andata
| Viterbo 28 agosto 2016, ore 16:30 CEST 1ª giornata | Viterbese Castrense | 0 – 0 referto | Cremonese | Stadio Enrico Rocchi (1 366 spett.)\| Arbitro: \| Balice (Termoli) \| |
| Arbitro:                                           | Balice (Termoli)    |               |           |                                                                       |

| Arbitro: | Miele (Torino) |

|                                        |           |                          |
| A. Brighenti 14’, 74’ (rig.) Pesce 31’ | Marcatori | 23’ Marzeglia 42’ Napoli |

| Arbitro: | Amoroso (Paola) |

|                                   |           |                                     |
| Pesenti 20’ (rig.) Marchionni 21’ | Marcatori | 8’ Stanco 15’ Moro 37’ A. Brighenti |

| Arbitro: | Guida (Salerno) |

|                                     |           |  |
| Scappini 7’ (rig.) A. Brighenti 38’ | Marcatori |  |

| Arbitro: | Camplone (Pescara) |

|  |           |              |
|  | Marcatori | 29’ Lucchini |

| Arbitro: | Capone (Palermo) |

|              |           |                      |
| Scappini 67’ | Marcatori | 16’, 62’ Taugourdeau |

| Arbitro: | Paolini (Ascoli Piceno) |

|              |           |                |
| Iocolano 64’ | Marcatori | 58’ Belingheri |

| Arbitro: | Chindemi (Viterbo) |

|                                |           |                     |
| Stanco 82’, 90+6’ Maiorino 83’ | Marcatori | 8’, 17’ Moscardelli |

| Arbitro: | Nicoletti (Catanzaro) |

|                               |           |              |
| A. Brighenti 33’ Cavion 45+3’ | Marcatori | 4’ M. Miceli |

| Arbitro: | Mancini (Fermo) |

|  |           |                         |
|  | Marcatori | 86’ (rig.) A. Brighenti |

| Arbitro: | Andreini (Forlì) |

|                                 |           |              |
| Belingheri 39’ A. Brighenti 58’ | Marcatori | 90+1’ Rovini |

| Arbitro: | Andreini (Forlì) |

|  |           |                                                             |
|  | Marcatori | 29’ Belingheri 32’ Salviato 56’ Maiorino 79’ (aut.) Polvani |

| Arbitro: | Panarese (Lecce) |

|                         |           |  |
| A. Brighenti 79’ (rig.) | Marcatori |  |

| Arbitro: | Pagliardini (Arezzo) |

|                     |           |                   |
| Di Quinzio 28’, 50’ | Marcatori | 78’, 81’ Scappini |

| Arbitro: | Dionisi (L'Aquila) |

|                          |           |            |
| Fofana 31’ Baldassin 78’ | Marcatori | 41’ Stanco |

| Arbitro: | Strippoli (Bari) |

|                                                         |           |             |
| Pesce 9’ Maiorino 30’ A. Brighenti 67’, 76’ D. Moro 79’ | Marcatori | 89’ Carcuro |

| Arbitro: | Guccini (Albano Laziale) |

|                |           |  |
| F. Forte 45+1’ | Marcatori |  |

| Arbitro: | Balice (Termoli) |

|                                  |           |                                      |
| Scarsella 17’ A. Brighenti 45+2’ | Marcatori | 5’ Lambrughi 67’ Gasbarro 72’ Murilo |

| Arbitro: | Candeo (Este) |

|  |           |                               |
|  | Marcatori | 14’ Stanco 22’, 61’ Scarsella |

#### Girone di ritorno
| Arbitro: | Prontera (Bologna) |

|                                               |           |             |
| Belingheri 42’ Scarsella 65’ A. Brighenti 78’ | Marcatori | 39’ Varutti |

| Arbitro: | Perotti (Legnano) |

|  |           |                            |
|  | Marcatori | 63’ Scarsella 67’ Scappini |

| Arbitro: | Bertani (Pisa) |

|               |           |            |
| Scarsella 21’ | Marcatori | 7’ Pesenti |

| Arbitro: | Paolini (Ascoli Piceno) |

|                               |           |              |
| Perico 90+2’ Marotta 90+0+14’ | Marcatori | 45’ Scappini |

| Arbitro: | Marchetti (Ostia) |

|                                      |           |                                            |
| Belingheri 25’, 90+1’ Maiorino 45+1’ | Marcatori | 39’ (rig.) Floriano 61’ Rolfini 72’ Rosaia |

| Arbitro: | Proietti (Terni) |

|                               |           |  |
| Pergreffi 49’ Romero 73’, 85’ | Marcatori |  |

| Arbitro: | Giua (Pisa) |

|                  |           |  |
| A. Brighenti 64’ | Marcatori |  |

| Arbitro: | Amoroso (Paola) |

|  |           |            |
|  | Marcatori | 10’ Stanco |

| Arbitro: | Zingarelli (Siena) |

|           |           |                                       |
| Kouko 22’ | Marcatori | 62’, 68’ (rig.) Maiorino 77’ Perrulli |

| Arbitro: | Pasciuta (Agrigento) |

|                                                 |           |            |
| J. Ferretti 42’ A. Brighenti 51’ Scappini 90+1’ | Marcatori | 14’ Merkaj |

| Arbitro: | Amabile (Vicenza) |

|                                      |           |                  |
| C. Colombo 7’ Boni 45+2’ Gyasi 90+4’ | Marcatori | 61’ A. Brighenti |

| Arbitro: | Mei (Pesaro) |

|                 |           |                |
| A. Brighenti 5’ | Marcatori | 17’ Corsinelli |

| Arbitro: | Fourneau (Roma) |

|  |           |                     |
|  | Marcatori | 40’, 45+2’ Scappini |

| Arbitro: | Valiante (Salerno) |

|                              |           |             |
| Canini 11’ Maiorino 44’, 64’ | Marcatori | 56’ Bertani |

| Arbitro: | Pietropaolo (Modena) |

|              |           |  |
| Scappini 65’ | Marcatori |  |

| Arbitro: | Dionisi (L'Aquila) |

|  |           |             |
|  | Marcatori | 21’ Porcari |

| Arbitro: | Massimi (Termoli) |

|              |           |  |
| Maiorino 27’ | Marcatori |  |

| Arbitro: | Pillitteri (Palermo) |

|              |           |  |
| Maritato 54’ | Marcatori |  |

| Arbitro: | Robilotta (Sala Consilina) |

|                                |           |                                         |
| Scappini 3’, 67’ Scarsella 87’ | Marcatori | 60’ (aut.) Ravaglia 65’ (rig.) De Sousa |

### Coppa Italia
| Arbitro: | Prontera (Bologna) |

|                                                |           |                                   |
| Porcari 23’, 77’ Scappini 39’ A. Brighenti 83’ | Marcatori | 2’ Urbinati 57’ Molinari 73’ Forò |

| Arbitro: | Marini (Roma) |

|          |           |                                  |
| Lora 15’ | Marcatori | 90+1’ Scappini 106’ A. Brighenti |

| Arbitro: | Pairetto (Nichelino) |

|                                       |           |  |
| Tolói 11’ Polák 31’ (aut.) Kessié 75’ | Marcatori |  |

### Coppa Italia Lega Pro
| Arbitro: | Provesi (Treviglio) |

|                      |           |  |
| Cortesi 90+1’ (rig.) | Marcatori |  |

### Supercoppa di Lega Pro
| Arbitro: | D'Apice (Arezzo) |

|            |           |                          |
| Talamo 34’ | Marcatori | 4’ Geijo 86’ Bentivoglio |

| Arbitro: | Fiorini (Frosinone) |

|                                      |           |                  |
| Mazzeo 54’ (rig.), 69’ (rig.), 90+3’ | Marcatori | 50’ A. Brighenti |

## Statistiche

### Statistiche di squadra
| Competizione          | Punti | In casa | In casa | In casa | In casa | In casa | In casa | In trasferta | In trasferta | In trasferta | In trasferta | In trasferta | In trasferta | Totale | Totale | Totale | Totale | Totale | Totale | DR  |
| Competizione          | Punti | G       | V       | N       | P       | Gf      | Gs      | G            | V            | N            | P            | Gf           | Gs           | G      | V      | N      | P      | Gf     | Gs     | DR  |
| --------------------- | ----- | ------- | ------- | ------- | ------- | ------- | ------- | ------------ | ------------ | ------------ | ------------ | ------------ | ------------ | ------ | ------ | ------ | ------ | ------ | ------ | --- |
| Lega Pro              | 78    | 19      | 14      | 3       | 2       | 41      | 22      | 19           | 10           | 3            | 6            | 27           | 18           | 38     | 24     | 6      | 8      | 68     | 40     | +28 |
| Coppa Italia          | -     | 1       | 1       | 0       | 0       | 4       | 3       | 2            | 1            | 0            | 1            | 2            | 4            | 3      | 2      | 0      | 1      | 6      | 7      | -1  |
| Coppa Italia Lega Pro | -     | 0       | 0       | 0       | 0       | 0       | 0       | 1            | 0            | 0            | 1            | 0            | 1            | 1      | 0      | 0      | 1      | 0      | 1      | -1  |
| Totale                | -     | 20      | 15      | 3       | 2       | 45      | 25      | 22           | 11           | 3            | 8            | 29           | 23           | 42     | 26     | 6      | 10     | 74     | 48     | +26 |

### Andamento in campionato
| Giornata  | 1  | 2 | 3 | 4 | 5 | 6 | 7 | 8 | 9 | 10 | 11 | 12 | 13 | 14 | 15 | 16 | 17 | 18 | 19 | 20 | 21 | 22 | 23 | 24 | 25 | 26 | 27 | 28 | 29 | 30 | 31 | 32 | 33 | 34 | 35 | 36 | 37 | 38 |
| --------- | -- | - | - | - | - | - | - | - | - | -- | -- | -- | -- | -- | -- | -- | -- | -- | -- | -- | -- | -- | -- | -- | -- | -- | -- | -- | -- | -- | -- | -- | -- | -- | -- | -- | -- | -- |
| Luogo     | T  | C | T | C | T | C | T | C | C | T  | C  | T  | C  | T  | T  | C  | T  | C  | T  | C  | T  | C  | T  | C  | T  | C  | T  | T  | C  | T  | C  | T  | C  | C  | T  | C  | T  | C  |
| Risultato | N  | V | V | V | V | P | N | V | V | V  | V  | V  | V  | N  | P  | V  | P  | P  | V  | V  | V  | N  | P  | N  | P  | V  | V  | V  | V  | P  | N  | V  | V  | V  | V  | V  | P  | V  |
| Posizione | 15 | 6 | 4 | 2 | 2 | 2 | 4 | 3 | 2 | 2  | 2  | 2  | 2  | 2  | 2  | 2  | 2  | 2  | 2  | 2  | 2  | 2  | 2  | 3  | 4  | 2  | 2  | 2  | 2  | 2  | 2  | 2  | 2  | 2  | 1  | 1  | 1  | 1  |

Legenda:

Luogo: C = Casa; T = Trasferta. Risultato: V = Vittoria; N = Pareggio; P = Sconfitta.